# Hannelore Elsner
Hannelore Elsner, született Elstner (Burghausen, 1942. július 26. – München, 2019. április 21.) német színésznő.

## Filmjei

### Mozifilmek
- Freddy unter fremden Sternen (1959)
- Immer die Mädchen (1959)
- Alt Heidelberg (1959)
- Marina (1960)
- Und sowas nennt sich Leben (1961)
- Das Mädchen mit den schmalen Hüften (1961)
- Mindig, ha éjszaka lesz (Immer wenn es Nacht wird) (1961)
- Die endlose Nacht (1963)
- Allotria in Zell am See (1963)
- Ein Alibi zerbricht (1963)
- Spessarti szép napok (Herrliche Zeiten im Spessart) (1967)
- Die Lümmel von der ersten Bank – Zur Hölle mit den Paukern (1968)
- Die Lümmel von der ersten Bank – Zum Teufel mit der Penne (1968)
- Fehérmellényes urak (Die Herren mit der weißen Weste) (1969)
- Hurra, wir sind mal wieder Junggesellen! (1971)
- Willi wird das Kind schon schaukeln (1972)
- Der Stoff aus dem die Träume sind (1972)
- ...aber Jonny!  (1973)
- Aus dem Leben eines Taugenichts (1973)
- Die Reise nach Wien (1973)
- Fehér Agyar visszatér (Il ritorno di Zanna Bianca) (1974)
- Berlinger (1975)
- Bomber & Paganini (1976)
- Grete Minde (1977)
- Der Schneider von Ulm (1978)
- Der grüne Vogel (1980)
- Wer spinnt denn da, Herr Doktor? (1982)
- Mann ohne Gedächtnis (1984)
- Marie Ward – Zwischen Galgen und Glorie (1985)
- Kaminsky – Ein Bulle dreht durch (1985)
- Operation Dead End (1986)
- Bitte laßt die Blumen leben (1986)
- Cirkusz a holdon (1988)
- Kai Rabe gegen die Vatikankiller (1998)
- A kitaszított (Die Unberührbare)  (2000)
- Suck My Dick (2001)
- Mein letzter Film (2002)
- Rot und Blau (2003)
- Zucker a nyerő! (Alles auf Zucker!) (2004)
- Rauchzeichen (2006)
- Útravaló az élethez (Vivere) (2007)
- Das Sichtbare und das Unsichtbare (2007)
- Jakobs Bruder (2007)
- Cseresznyevirágzás (Kirschblüten – Hanami) (2008)
- 1 és 1/2 lovag – Az elbűvölő Herzelinde hercegnő nyomában (1 1/2 Ritter - Auf der Suche nach der hinreißenden Herzelinde) (2008)
- Zeiten ändern Dich (2010)
- Je ne vous oublierai jamais (2010)
- Hanni & Nanni (2010)
- Das Blaue vom Himmel (2011)
- Kein Sex ist auch keine Lösung (2011)
- Jézus engem szeret! (Jesus liebt mich) (2012)
- Hanni & Nanni 2 (2012)
- Wer's glaubt, wird selig (2012)
- Hanni & Nanni 3 (2013)
- Alles inklusive (2014)
- Az utolsó ember (Der letzte Mentsch) (2014)
- Auf das Leben! (2014)
- Familienfest (2015)
- Hannas schlafende Hunde (2016)
- Die Welt der Wunderlichs (2016)
- 100 dolog (100 Dinge) (2018)
- Berlin, szeretlek (Berlin I Love You) (2019)
- Kirschblüten & Dämonen (2019)

### Tv-filmek
- Die spanische Fliege (1966)
- Egy ember Melbourne-ből (Der Mann aus Melbourne) (1966)
- Az iszákos (Der Trinker) (1967)
- Das Rätsel von Piskov (1969)
- Christoph Kolumbus oder Die Entdeckung Amerikas (1969)
- Farkasok és bárányok (Wölfe und Schafe) (1971)
- Halál a Temzén (Tod auf der Themse) (1973)
- Flucht (1977)
- Weekend (1980)
- Flöhe hüten ist leichter (1982)
- A sátán Isten oldalán áll (Satan ist auf Gottes Seite) (1983)
- Eine Art von Zorn (1984)
- Morgengrauen (1985)
- Ein Mann ist soeben erschossen worden (1985)
- Pizza-Express (1988)
- Tam Tam oder Wohin die Reise geht (1989)
- Noch ein Wunsch (1989)
- Kék vér (Blaues Blut) (1990)
- Elfenbein (1991)
- Der Tod kam als Freund (1991)
- Blutige Spur (1995)
- A kis Rosemarie (Das Mädchen Rosemarie) (1996)
- Andrea és Marie (Andrea und Marie) (1998)
- Mein großer Freund (1998)
- Der Schrei des Schmetterlings (1999)
- Ich schenk dir meinen Mann 2 (2001)
- Solange wir lieben (2001)
- Ende der Saison (2001)
- Fahr zur Hölle, Schwester! (2002)
- Igéző tavirózsák (Der Seerosenteich) (2002)
- Eine Liebe in Afrika (2003)
- Claras Schatz (2003)
- Die Rosenzüchterin (2004)
- Scheidungsopfer Mann (2004)
- Die Spielerin (2005)
- Nicht alle waren Mörder (2006)
- Háború és béke (Krieg und Frieden) (2007)
- Mein Herz in Afrika (2007)
- Mein Herz in Chile (2008)
- Dornröschen (2009)
- A brémai muzsikusok (Die Bremer Stadtmusikanten) (2009, hang)
- Lüg weiter, Liebling (2010)
- Alles Liebe (2010)
- Der letzte Patriarch (2010)
- Ein Sommer im Burgenland (2015)
- Ein großer Aufbruch (2015)
- Die Diva, Thailand und wir! (2016)
- Ferien vom Leben (2017)
- Club der einsamen Herzen (2019)

### Tv-sorozatok
- Bűnügyi múzeum (Das Kriminalmuseum) (1967–1968, három epizódban)
- A felügyelő (Der Kommissar) (1969–1971, két epizódban)
- Die schöne Marianne' (1981–2013)|Két Férfi, egy eset]] (Ein Fall für zwei) (1983, egy epizódban)
- Tetthely (Tatort) (1983–1997, hét epizódban)
- Irgendwie und sowieso (1986)
- A klinika (Die Schwarzwaldklinik) (1987–1988, hat epizódban)
- Peter Strohm (1989, egy epizódban)
- Testestől-lelkestől (Mit Leib und Seele) (1990–1992, 23 epizódban)
- Az Öreg (Der Alte) (1991–1992, kát epizódban)
- A felügyelőnő (Die Kommissarin) (1994–2006, 67 epizódban)
- Álomhajó (Das Traumschiff) (1994–2011, három epizódban)